# The Cranberries/Auszeichnungen für Musikverkäufe

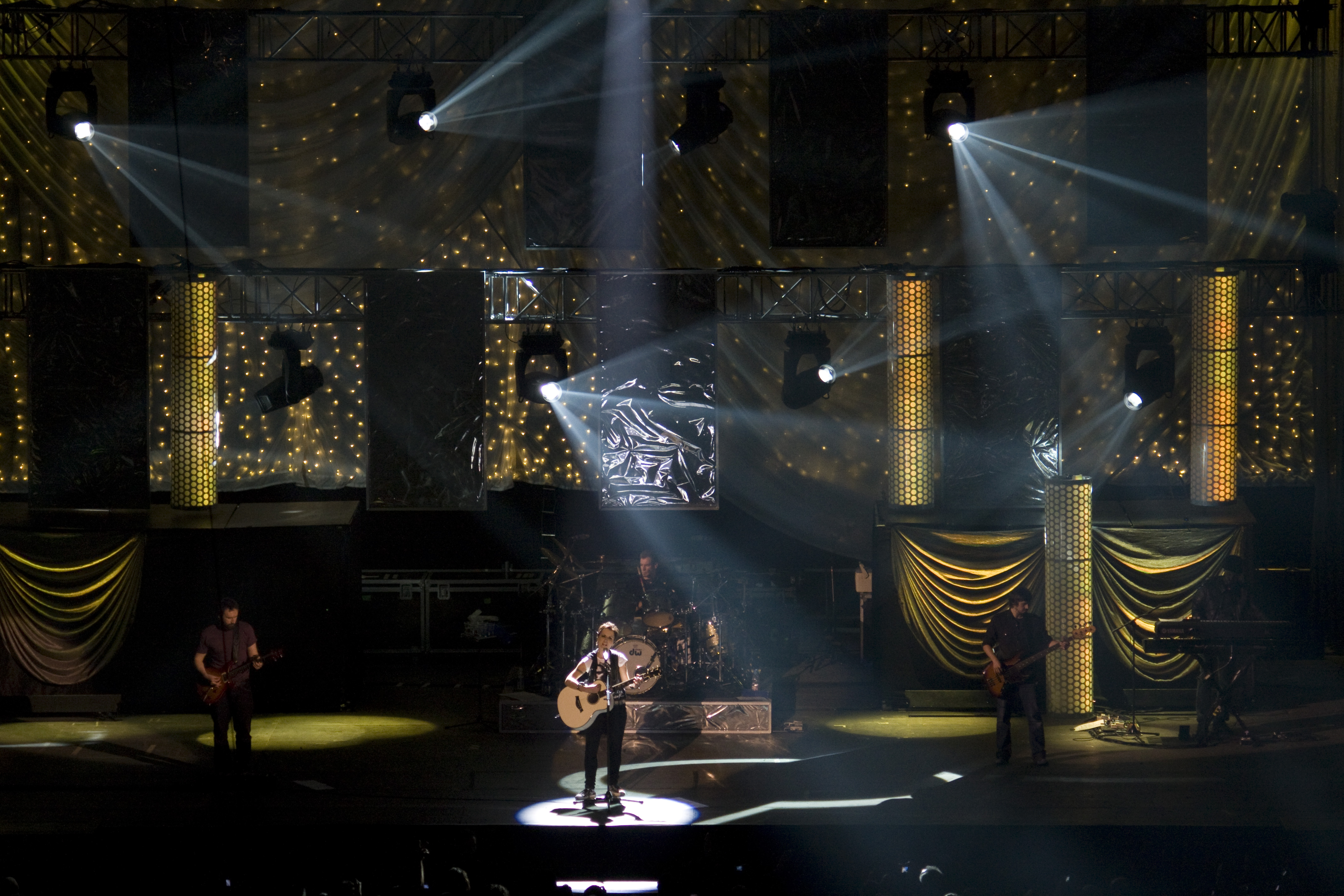
The Cranberries (2010)

Dies ist eine Übersicht über die Auszeichnungen für Musikverkäufe der irischen Rockband The Cranberries. Die Auszeichnungen finden sich nach ihrer Art (Gold, Platin usw.), nach Staaten getrennt in chronologischer Reihenfolge, geordnet sowie nach den Tonträgern selbst, ebenfalls in chronologischer Reihenfolge, getrennt nach Medium (Alben, Singles usw.), wieder.

## Auszeichnungen
| - Vereinigtes Königreich - 2024: für die Single Ode to My Family - Argentinien - 1996: für das Album To the Faithful Departed - 2002: für das Album Stars – The Best of the Cranberries 1992–2002 - Australien - 1995: für die Single Ode to My Family - 2012: für das Album Stars – The Best of the Cranberries 1992–2002 - Belgien - 1996: für das Album To the Faithful Departed - 1999: für das Album Bury the Hatchet - Brasilien - 2024: für die Single Linger - 2024: für die Single Zombie - Dänemark - 2024: für das Album Everybody Else Is Doing It, So Why Can’t We? - Deutschland - 1996: für das Album To the Faithful Departed - 2000: für das Album Bury the Hatchet - 2023: für das Album Stars – The Best of the Cranberries 1992–2002 - Finnland - 1995: für das Album No Need to Argue - Frankreich - 1993: für das Album Everybody Else Is Doing It, So Why Can’t We? - Italien - 2018: für das Album Stars – The Best of the Cranberries 1992–2002 - 2021: für die Single Dreams - 2022: für das Album No Need to Argue - 2023: für das Album Bury the Hatchet - 2024: für die Single Linger - 2024: für die Single Just My Imagination - Japan - 1999: für das Album Bury the Hatchet - Kanada - 2001: für das Album Wake Up and Smell the Coffee - Mexiko - 1999: für das Album Everybody Else Is Doing It, So Why Can’t We? - 2000: für das Album Bury the Hatchet - 2004: für das Videoalbum Stars – The Best of the Cranberries 1992–2002 - Neuseeland - 1996: für die Single Salvation - 1999: für das Album Bury the Hatchet - Österreich - 1995: für die Single Zombie - 1996: für das Album To the Faithful Departed - 1999: für das Album Bury the Hatchet - Polen - 1997: für das Album To the Faithful Departed - 1999: für das Album Bury the Hatchet - 2012: für das Album Roses - Portugal - 2020: für die Single Linger - Schweden - 1997: für das Album To the Faithful Departed - Schweiz - 1996: für das Album To the Faithful Departed - 2001: für das Album Wake Up and Smell the Coffee - 2002: für das Album Stars – The Best of the Cranberries 1992–2002 - Spanien - 2001: für das Album Wake Up and Smell the Coffee - 2024: für die Single Linger - 2024: für die Single Ode to My Family - Vereinigte Staaten - 1994: für die Single Linger - 1999: für das Album Bury the Hatchet - Vereinigtes Königreich - 1996: für das Album To the Faithful Departed - 1999: für das Album Bury the Hatchet - 2019: für das Album Dreams – The Collection | - Frankreich - 2001: für das Album Wake Up and Smell the Coffee - Argentinien - 1994: für das Album No Need to Argue - Australien - 1995: für die Single Zombie - 1995: für das Album Everybody Else Is Doing It, So Why Can’t We? - Belgien - 1995: für die Single Zombie - 1995: für das Album No Need to Argue - Dänemark - 2023: für die Single Zombie - Deutschland - 1994: für das Album No Need to Argue - 1995: für die Single Zombie - Europa - 1996: für das Album To the Faithful Departed - 1999: für das Album Bury the Hatchet - 2007: für das Album Stars – The Best of the Cranberries 1992–2002 - Frankreich - 1996: für das Album To the Faithful Departed - 1999: für das Album Bury the Hatchet - Irland - 1999: für das Album Bury the Hatchet - Italien - 1999: für das Album Bury the Hatchet - Kanada - 1995: für das Album Everybody Else Is Doing It, So Why Can’t We? - 1999: für das Album Bury the Hatchet - Neuseeland - 2022: für das Album Stars – The Best of the Cranberries 1992–2002 - Niederlande - 1995: für das Album No Need to Argue - Norwegen - 1997: für das Album To the Faithful Departed - 1997: für die Single When You’re Gone - Österreich - 1995: für das Album No Need to Argue - Philippinen - 1997: für das Album To the Faithful Departed - Polen - 1999: für das Album No Need to Argue - Schweden - 1995: für das Album No Need to Argue - Schweiz - 1995: für das Album No Need to Argue - 1999: für das Album Bury the Hatchet - Spanien - 1996: für das Album To the Faithful Departed - 2003: für das Album Stars – The Best of the Cranberries 1992–2002 - 2024: für die Single Dreams - Vereinigtes Königreich - 2023: für die Single Dreams - 2023: für das Album Stars – The Best of the Cranberries 1992–2002 | - Australien - 1996: für das Album To the Faithful Departed - Brasilien - 2025: für das Album Dreaming My Dreams With You - Italien - 2021: für die Single Zombie - Neuseeland - 1996: für das Album Everybody Else Is Doing It, So Why Can’t We? - 2025: für die Single Dreams - Spanien - 2000: für das Album Bury the Hatchet - 2024: für die Single Zombie - Vereinigte Staaten - 1997: für das Album To the Faithful Departed - Vereinigtes Königreich - 1996: für das Album Everybody Else Is Doing It, So Why Can’t We? - 2024: für die Single Linger - Irland - 1994: für das Album Everybody Else Is Doing It, So Why Can’t We? - Kanada - 1997: für das Album To the Faithful Departed - Neuseeland - 1997: für das Album To the Faithful Departed - Spanien - 1995: für das Album No Need to Argue - Vereinigtes Königreich - 1995: für das Album No Need to Argue - 2024: für die Single Zombie - Neuseeland - 2025: für die Single Linger - Australien - 1995: für das Album No Need to Argue - Dänemark - 2023: für das Album No Need to Argue - Europa - 1997: für das Album No Need to Argue - Kanada - 1995: für das Album No Need to Argue - Neuseeland - 2024: für die Single Zombie - Vereinigte Staaten - 1999: für das Album Everybody Else Is Doing It, So Why Can’t We? - Vereinigte Staaten - 1996: für das Album No Need to Argue - Neuseeland - 1996: für das Album No Need to Argue - Frankreich - 1996: für das Album No Need to Argue |

## Auszeichnungen nach Alben

### Everybody Else Is Doing It, So Why Can’t We?
| Land/Region                  | Auszeichnungen für Musikverkäufe (Land/Region, Auszeichnung, Verkäufe) | Verkäufe  |
| ---------------------------- | ---------------------------------------------------------------------- | --------- |
| Australien (ARIA)            | Platin                                                                 | 70.000    |
| Dänemark (IFPI)              | Gold                                                                   | 10.000    |
| Frankreich (SNEP)            | Gold                                                                   | 100.000   |
| Irland (IRMA)                | 3× Platin                                                              | 45.000    |
| Kanada (MC)                  | Platin                                                                 | 100.000   |
| Mexiko (AMPROFON)            | Gold                                                                   | 100.000   |
| Neuseeland (RMNZ)            | 2× Platin                                                              | 30.000    |
| Vereinigte Staaten (RIAA)    | 5× Platin                                                              | 5.000.000 |
| Vereinigtes Königreich (BPI) | 2× Platin                                                              | 600.000   |
| Insgesamt                    | 3× Gold · 14× Platin ·                                                 | 6.055.000 |

### No Need to Argue
| Land/Region                  | Auszeichnungen für Musikverkäufe (Land/Region, Auszeichnung, Verkäufe) | Verkäufe    |
| ---------------------------- | ---------------------------------------------------------------------- | ----------- |
| Argentinien (CAPIF)          | Platin                                                                 | 60.000      |
| Australien (ARIA)            | 5× Platin                                                              | 350.000     |
| Belgien (BRMA)               | Platin                                                                 | (50.000)    |
| Dänemark (IFPI)              | 5× Platin                                                              | (100.000)   |
| Deutschland (BVMI)           | Platin                                                                 | (500.000)   |
| Europa (IFPI)                | 5× Platin                                                              | 5.000.000   |
| Finnland (IFPI)              | Gold                                                                   | (31.876)    |
| Frankreich (SNEP)            | Diamant                                                                | (1.000.000) |
| Italien (FIMI)               | Gold                                                                   | (25.000)    |
| Kanada (MC)                  | 5× Platin                                                              | 500.000     |
| Neuseeland (RMNZ)            | 8× Platin                                                              | 120.000     |
| Niederlande (NVPI)           | Platin                                                                 | (100.000)   |
| Österreich (IFPI)            | Platin                                                                 | (50.000)    |
| Polen (ZPAV)                 | Platin                                                                 | (100.000)   |
| Schweden (IFPI)              | Platin                                                                 | (100.000)   |
| Schweiz (IFPI)               | Platin                                                                 | (50.000)    |
| Spanien (Promusicae)         | 3× Platin                                                              | (300.000)   |
| Vereinigte Staaten (RIAA)    | 7× Platin                                                              | 7.000.000   |
| Vereinigtes Königreich (BPI) | 3× Platin                                                              | (900.000)   |
| Insgesamt                    | 2× Gold · 49× Platin · 1× Diamant ·                                    | 13.030.000  |

### To the Faithful Departed
| Land/Region                  | Auszeichnungen für Musikverkäufe (Land/Region, Auszeichnung, Verkäufe) | Verkäufe  |
| ---------------------------- | ---------------------------------------------------------------------- | --------- |
| Argentinien (CAPIF)          | Gold                                                                   | 30.000    |
| Australien (ARIA)            | 2× Platin                                                              | 140.000   |
| Belgien (BRMA)               | Gold                                                                   | (25.000)  |
| Deutschland (BVMI)           | Gold                                                                   | (250.000) |
| Europa (IFPI)                | Platin                                                                 | 1.000.000 |
| Frankreich (SNEP)            | Platin                                                                 | (300.000) |
| Kanada (MC)                  | 3× Platin                                                              | 300.000   |
| Neuseeland (RMNZ)            | 3× Platin                                                              | 45.000    |
| Norwegen (IFPI)              | Platin                                                                 | (50.000)  |
| Österreich (IFPI)            | Gold                                                                   | (25.000)  |
| Philippinen (PARI)           | Platin                                                                 | 40.000    |
| Polen (ZPAV)                 | Gold                                                                   | (50.000)  |
| Schweden (IFPI)              | Gold                                                                   | (50.000)  |
| Schweiz (IFPI)               | Gold                                                                   | (25.000)  |
| Spanien (Promusicae)         | Platin                                                                 | (100.000) |
| Vereinigte Staaten (RIAA)    | 2× Platin                                                              | 2.000.000 |
| Vereinigtes Königreich (BPI) | Gold                                                                   | (100.000) |
| Insgesamt                    | 8× Gold · 17× Platin ·                                                 | 2.555.000 |

### Bury the Hatchet
| Land/Region                  | Auszeichnungen für Musikverkäufe (Land/Region, Auszeichnung, Verkäufe) | Verkäufe    |
| ---------------------------- | ---------------------------------------------------------------------- | ----------- |
| Belgien (BRMA)               | Gold                                                                   | 25.000      |
| Deutschland (BVMI)           | Gold                                                                   | 250.000     |
| Europa (IFPI)                | Platin                                                                 | (1.000.000) |
| Frankreich (SNEP)            | Platin                                                                 | 300.000     |
| Irland (IRMA)                | Platin                                                                 | 15.000      |
| Italien (FIMI)               | Platin (1999) · + Gold (2023)                                          | 125.000     |
| Japan (RIAJ)                 | Gold                                                                   | 100.000     |
| Kanada (MC)                  | Platin                                                                 | 100.000     |
| Mexiko (AMPROFON)            | Gold                                                                   | 75.000      |
| Neuseeland (RMNZ)            | Gold                                                                   | 7.500       |
| Österreich (IFPI)            | Gold                                                                   | 25.000      |
| Polen (ZPAV)                 | Gold                                                                   | 50.000      |
| Schweiz (IFPI)               | Platin                                                                 | 50.000      |
| Spanien (Promusicae)         | 2× Platin                                                              | 200.000     |
| Vereinigte Staaten (RIAA)    | Gold                                                                   | 500.000     |
| Vereinigtes Königreich (BPI) | Gold                                                                   | 100.000     |
| Insgesamt                    | 10× Gold · 8× Platin ·                                                 | 1.912.500   |

### Wake Up and Smell the Coffee
| Land/Region          | Auszeichnungen für Musikverkäufe (Land/Region, Auszeichnung, Verkäufe) | Verkäufe |
| -------------------- | ---------------------------------------------------------------------- | -------- |
| Frankreich (SNEP)    | 2× Gold                                                                | 200.000  |
| Kanada (MC)          | Gold                                                                   | 50.000   |
| Schweiz (IFPI)       | Gold                                                                   | 20.000   |
| Spanien (Promusicae) | Gold                                                                   | 50.000   |
| Insgesamt            | 5× Gold ·                                                              | 320.000  |

### Stars – The Best of the Cranberries 1992–2002
| Land/Region                  | Auszeichnungen für Musikverkäufe (Land/Region, Auszeichnung, Verkäufe) | Verkäufe  |
| ---------------------------- | ---------------------------------------------------------------------- | --------- |
| Argentinien (CAPIF)          | Gold                                                                   | 20.000    |
| Australien (ARIA)            | Gold                                                                   | 35.000    |
| Deutschland (BVMI)           | Gold                                                                   | (150.000) |
| Europa (IFPI)                | Platin                                                                 | 1.000.000 |
| Italien (FIMI)               | Gold                                                                   | (25.000)  |
| Neuseeland (RMNZ)            | Platin                                                                 | 15.000    |
| Schweiz (IFPI)               | Gold                                                                   | (20.000)  |
| Spanien (Promusicae)         | Platin                                                                 | (60.000)  |
| Vereinigtes Königreich (BPI) | Platin                                                                 | (300.000) |
| Insgesamt                    | 5× Gold · 4× Platin ·                                                  | 1.060.000 |

### Dreams – The Collection
| Land/Region                  | Auszeichnungen für Musikverkäufe (Land/Region, Auszeichnung, Verkäufe) | Verkäufe |
| ---------------------------- | ---------------------------------------------------------------------- | -------- |
| Vereinigtes Königreich (BPI) | Gold                                                                   | 100.000  |
| Insgesamt                    | 1× Gold ·                                                              | 100.000  |

### Roses
| Land/Region  | Auszeichnungen für Musikverkäufe (Land/Region, Auszeichnung, Verkäufe) | Verkäufe |
| ------------ | ---------------------------------------------------------------------- | -------- |
| Polen (ZPAV) | Gold                                                                   | 10.000   |
| Insgesamt    | 1× Gold ·                                                              | 10.000   |

### Dreaming My Dreams With You
| Land/Region     | Auszeichnungen für Musikverkäufe (Land/Region, Auszeichnung, Verkäufe) | Verkäufe |
| --------------- | ---------------------------------------------------------------------- | -------- |
| Brasilien (PMB) | 2× Platin                                                              | 80.000   |
| Insgesamt       | 2× Platin ·                                                            | 80.000   |

## Auszeichnungen nach Singles

### Dreams
| Land/Region                  | Auszeichnungen für Musikverkäufe (Land/Region, Auszeichnung, Verkäufe) | Verkäufe |
| ---------------------------- | ---------------------------------------------------------------------- | -------- |
| Italien (FIMI)               | Gold                                                                   | 35.000   |
| Neuseeland (RMNZ)            | 2× Platin                                                              | 60.000   |
| Spanien (Promusicae)         | Platin                                                                 | 60.000   |
| Vereinigtes Königreich (BPI) | Platin                                                                 | 600.000  |
| Insgesamt                    | 1× Gold · 4× Platin ·                                                  | 755.000  |

### Linger
| Land/Region                  | Auszeichnungen für Musikverkäufe (Land/Region, Auszeichnung, Verkäufe) | Verkäufe  |
| ---------------------------- | ---------------------------------------------------------------------- | --------- |
| Brasilien (PMB)              | Gold                                                                   | 30.000    |
| Italien (FIMI)               | Gold                                                                   | 50.000    |
| Neuseeland (RMNZ)            | 4× Platin                                                              | 120.000   |
| Portugal (AFP)               | Gold                                                                   | 5.000     |
| Spanien (Promusicae)         | Gold                                                                   | 30.000    |
| Vereinigte Staaten (RIAA)    | Gold                                                                   | 500.000   |
| Vereinigtes Königreich (BPI) | 2× Platin                                                              | 1.200.000 |
| Insgesamt                    | 5× Gold · 6× Platin ·                                                  | 1.935.000 |

### Zombie
| Land/Region                  | Auszeichnungen für Musikverkäufe (Land/Region, Auszeichnung, Verkäufe) | Verkäufe  |
| ---------------------------- | ---------------------------------------------------------------------- | --------- |
| Australien (ARIA)            | Platin                                                                 | 70.000    |
| Belgien (BRMA)               | Platin                                                                 | 50.000    |
| Brasilien (PMB)              | Gold                                                                   | 30.000    |
| Dänemark (IFPI)              | Platin                                                                 | 90.000    |
| Deutschland (BVMI)           | Platin                                                                 | 500.000   |
| Italien (FIMI)               | 2× Platin                                                              | 140.000   |
| Neuseeland (RMNZ)            | 5× Platin                                                              | 150.000   |
| Österreich (IFPI)            | Gold                                                                   | 25.000    |
| Spanien (Promusicae)         | 2× Platin                                                              | 120.000   |
| Vereinigtes Königreich (BPI) | 3× Platin                                                              | 1.800.000 |
| Insgesamt                    | 2× Gold · 16× Platin ·                                                 | 2.965.000 |

### Ode to My Family
| Land/Region                  | Auszeichnungen für Musikverkäufe (Land/Region, Auszeichnung, Verkäufe) | Verkäufe |
| ---------------------------- | ---------------------------------------------------------------------- | -------- |
| Australien (ARIA)            | Gold                                                                   | 35.000   |
| Spanien (Promusicae)         | Gold                                                                   | 30.000   |
| Vereinigtes Königreich (BPI) | Silber                                                                 | 200.000  |
| Insgesamt                    | 1× Silber · 2× Gold ·                                                  | 265.000  |

### Salvation
| Land/Region       | Auszeichnungen für Musikverkäufe (Land/Region, Auszeichnung, Verkäufe) | Verkäufe |
| ----------------- | ---------------------------------------------------------------------- | -------- |
| Neuseeland (RMNZ) | Gold                                                                   | 5.000    |
| Insgesamt         | 1× Gold ·                                                              | 5.000    |

### When You’re Gone
| Land/Region     | Auszeichnungen für Musikverkäufe (Land/Region, Auszeichnung, Verkäufe) | Verkäufe |
| --------------- | ---------------------------------------------------------------------- | -------- |
| Norwegen (IFPI) | Platin                                                                 | 20.000   |
| Insgesamt       | 1× Platin ·                                                            | 20.000   |

### Just My Imagination
| Land/Region    | Auszeichnungen für Musikverkäufe (Land/Region, Auszeichnung, Verkäufe) | Verkäufe |
| -------------- | ---------------------------------------------------------------------- | -------- |
| Italien (FIMI) | Gold                                                                   | 50.000   |
| Insgesamt      | 1× Gold ·                                                              | 50.000   |

## Auszeichnungen nach Videoalben

### Stars – The Best of the Cranberries 1992–2002
| Land/Region       | Auszeichnungen für Musikverkäufe (Land/Region, Auszeichnung, Verkäufe) | Verkäufe |
| ----------------- | ---------------------------------------------------------------------- | -------- |
| Mexiko (AMPROFON) | Gold                                                                   | 10.000   |
| Insgesamt         | 1× Gold ·                                                              | 10.000   |

## Statistik und Quellen
| Land/RegionAuszeichnungen für Musikverkäufe (Land/Region, Auszeichnungen, Verkäufe, Quellen) | Silber  | Gold       | Platin         | Diamant  | Verkäufe    | Quellen                                                     |
| -------------------------------------------------------------------------------------------- | ------- | ---------- | -------------- | -------- | ----------- | ----------------------------------------------------------- |
| Argentinien (CAPIF)                                                                          | —       | 2× Gold2   | Platin1        | —        | 110.000     | capif.org.ar (Memento vom 6. Juli 2011 im Internet Archive) |
| Australien (ARIA)                                                                            | —       | 2× Gold2   | 9× Platin9     | —        | 700.000     | aria.com.au                                                 |
| Belgien (BRMA)                                                                               | —       | 2× Gold2   | 2× Platin2     | —        | 150.000     | ultratop.be                                                 |
| Brasilien (PMB)                                                                              | —       | 2× Gold2   | 2× Platin2     | —        | 140.000     | pro-musicabr.org.br                                         |
| Dänemark (IFPI)                                                                              | —       | Gold1      | 6× Platin6     | —        | 220.000     | ifpi.dk                                                     |
| Deutschland (BVMI)                                                                           | —       | 3× Gold3   | 2× Platin2     | —        | 1.650.000   | musikindustrie.de                                           |
| Europa (IFPI)                                                                                | —       | —          | 8× Platin8     | —        | (8.000.000) | ifpi.org (Memento vom 1. Januar 2014 im Internet Archive)   |
| Finnland (IFPI)                                                                              | —       | Gold1      | —              | —        | 31.876      | ifpi.fi                                                     |
| Frankreich (SNEP)                                                                            | —       | 3× Gold3   | 2× Platin2     | Diamant1 | 1.900.000   | infodisc.fr                                                 |
| Irland (IRMA)                                                                                | —       | —          | 4× Platin4     | —        | 60.000      | Einzelnachweise                                             |
| Italien (FIMI)                                                                               | —       | 6× Gold6   | 3× Platin3     | —        | 425.000     | fimi.it                                                     |
| Japan (RIAJ)                                                                                 | —       | Gold1      | —              | —        | 100.000     | riaj.or.jp                                                  |
| Kanada (MC)                                                                                  | —       | Gold1      | 10× Platin10   | —        | 1.050.000   | musiccanada.com                                             |
| Mexiko (AMPROFON)                                                                            | —       | 3× Gold3   | —              | —        | 185.000     | amprofon.com.mx                                             |
| Neuseeland (RMNZ)                                                                            | —       | 2× Gold2   | 25× Platin25   | —        | 552.500     | radioscope.co.nz NZ2                                        |
| Niederlande (NVPI)                                                                           | —       | —          | Platin1        | —        | 100.000     | nvpi.nl                                                     |
| Norwegen (IFPI)                                                                              | —       | —          | 2× Platin2     | —        | 80.000      | ifpi.no (Memento vom 5. November 2012 im Internet Archive)  |
| Österreich (IFPI)                                                                            | —       | 3× Gold3   | Platin1        | —        | 125.000     | ifpi.at                                                     |
| Philippinen (PARI)                                                                           | —       | —          | Platin1        | —        | 40.000      | Einzelnachweise                                             |
| Polen (ZPAV)                                                                                 | —       | 3× Gold3   | Platin1        | —        | 210.000     | olis.pl                                                     |
| Portugal (AFP)                                                                               | —       | Gold1      | —              | —        | 5.000       | Einzelnachweise                                             |
| Schweden (IFPI)                                                                              | —       | Gold1      | Platin1        | —        | 150.000     | sverigetopplistan.se                                        |
| Schweiz (IFPI)                                                                               | —       | 3× Gold3   | 2× Platin2     | —        | 165.000     | hitparade.ch                                                |
| Spanien (Promusicae)                                                                         | —       | 3× Gold3   | 10× Platin10   | —        | 950.000     | elportaldemusica.es ES2                                     |
| Vereinigte Staaten (RIAA)                                                                    | —       | 2× Gold2   | 15× Platin15   | —        | 15.600.000  | riaa.com                                                    |
| Vereinigtes Königreich (BPI)                                                                 | Silber1 | 3× Gold3   | 11× Platin11   | —        | 5.300.000   | bpi.co.uk                                                   |
| Insgesamt                                                                                    | Silber1 | 48× Gold48 | 119× Platin119 | Diamant1 |             |                                                             |